# Bandeira do Território Antártico Britânico
A Bandeira do Território Britânico da Antártica é um dos símbolos oficiais do território britânico de ultramar.

 Foi concedida em 1963, um ano após a criação do território.

## História

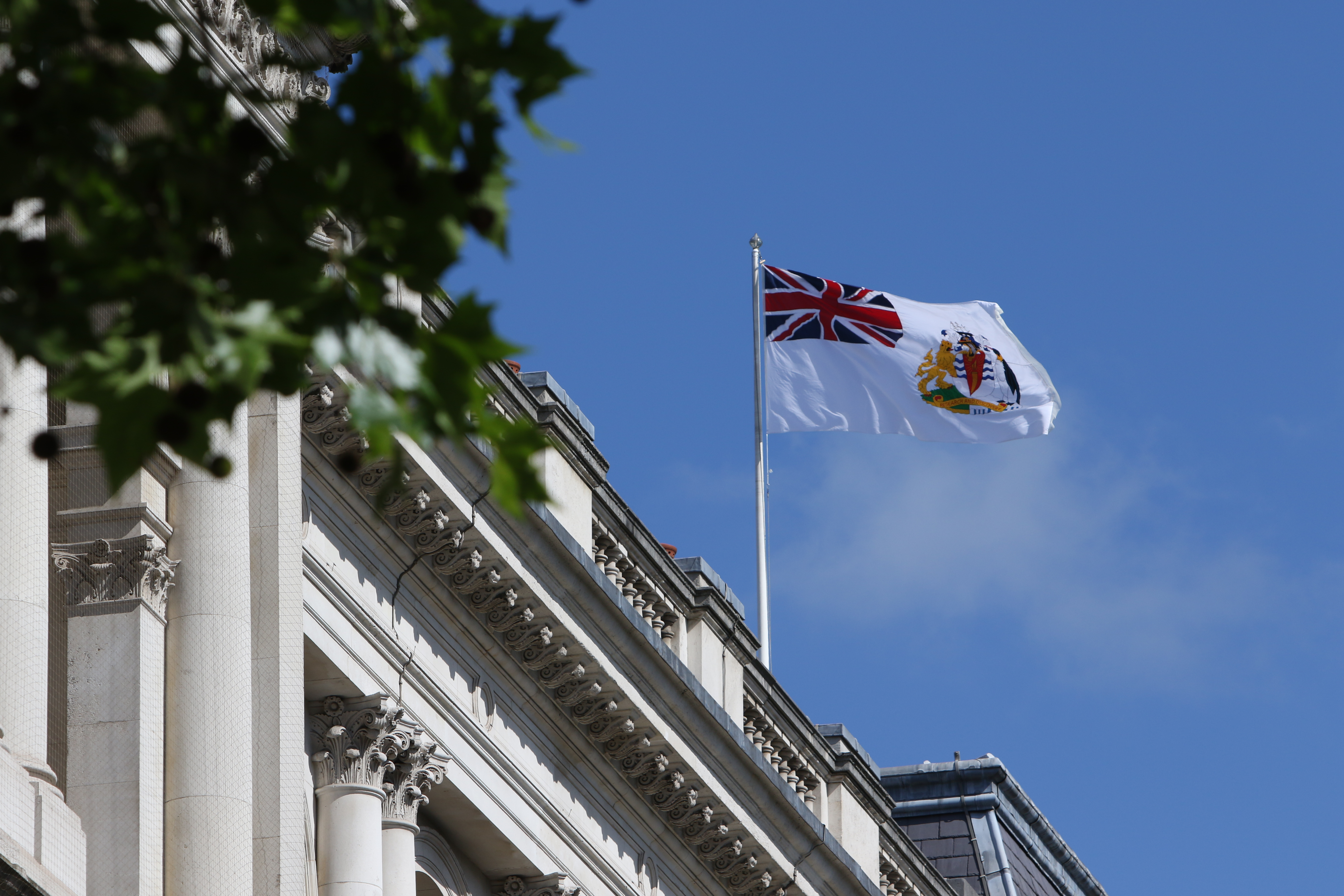
Bandeira hasteada no edifício do Ministério das relações Exteriores do reino Unido, em Londres

Segundo o livro "Observer's Book of Flags, as armas do Território Antártico Britânico são "uma forma embelezada" das armas das Dependências das Ilhas Falkland concedidas em 1953. Foi quando as Dependências das Ilhas Falkland ainda incluíam a Antártica Britânica e eram uma entidade separada das Ilhas Falkland propriamente. Quando o Território Antártico Britânico foi fundado em 1962, as partes restantes das Dependências das Ilhas Falkland (Ilhas Geórgia do Sul e Sandwich do Sul) reverteram para as Ilhas Falkland. No entanto, desde a Guerra das Malvinas, um novo território da Geórgia do Sul e das Ilhas Sandwich do Sul foi fundado em 1985. A bandeira branca atual e a bandeira do Comissário foram autorizadas por Sua Majestade a Rainha Isabel II em 21 de abril de 1998.

## Características

Brasão de armas do Território Antártico Britânico

Seu desenho consiste em um retângulo de proporção comprimento-largura de 2:1. É um pavilhão branco Britânico carregado com o escudo do Território Britânico da Antártica no batente (parte direita da bandeira).
O brasão é composto por um escudo do tipo clássico partido em asna invertida, sendo a parte interior vermelha e as áreas exteriores brancas; no triânguo vermelho há uma tocha amarela. O escudo ladeado por dois suportes: um leão à esquerda e um pinguim-imperador à direita, estando os animais sobre um pedestal que, do lado do leão tem tufos de grama e do lado do pinguim há um banco de gelo.
Na parte superior do escudo há um elmo voltado para a esquerda e, sobre o elmo, um veleiro com um pavilhão britânico azul. Na parte inferior há um listel com a inscrição "RESEARCH AND DISCOVERY" (que, em português, significa "Investigação e descoberta") em letras vermelhas não serifadas em caixa alta. Ornando o escudo há paquifes brancos e azuis. O azul da bandeira é o Pantone 281C, e o vermelho, 186C.
| Cor | Sistema Pantone | CMYK        | RGB           | Hex     |
| --- | --------------- | ----------- | ------------- | ------- |
|     | Branco          | 0.0.0.0     | 255, 255, 255 | #FFFFFF |
|     | Azul 281C       | 100.78.0.57 | 0, 32, 91     | #00205B |
|     | Vermelho 186C   | 0.100.80.5  | 200, 16, 46   | #C8102E |

## Simbolismo
O campo branco da bandeira do Território Antártico Britânico simboliza a neve que cobre a maior parte do vasto continente no polo sul da Terra. A tocha simboliza a exploração e a descoberta, o campo banco com ondulações azuis significam a terra recoberta por gelo e as água antárticas. O leão significa os britânicos e o pinguim a fauna local. A crista do elmo do brasão de armas é o RRS Discovery, que levou Robert Falcon Scott e Ernest Shackleton à Antártida como parte da Expedição Antártica Nacional Britânica em 1901. Atualmente, ela é um navio-museu em Dundee, Escócia.

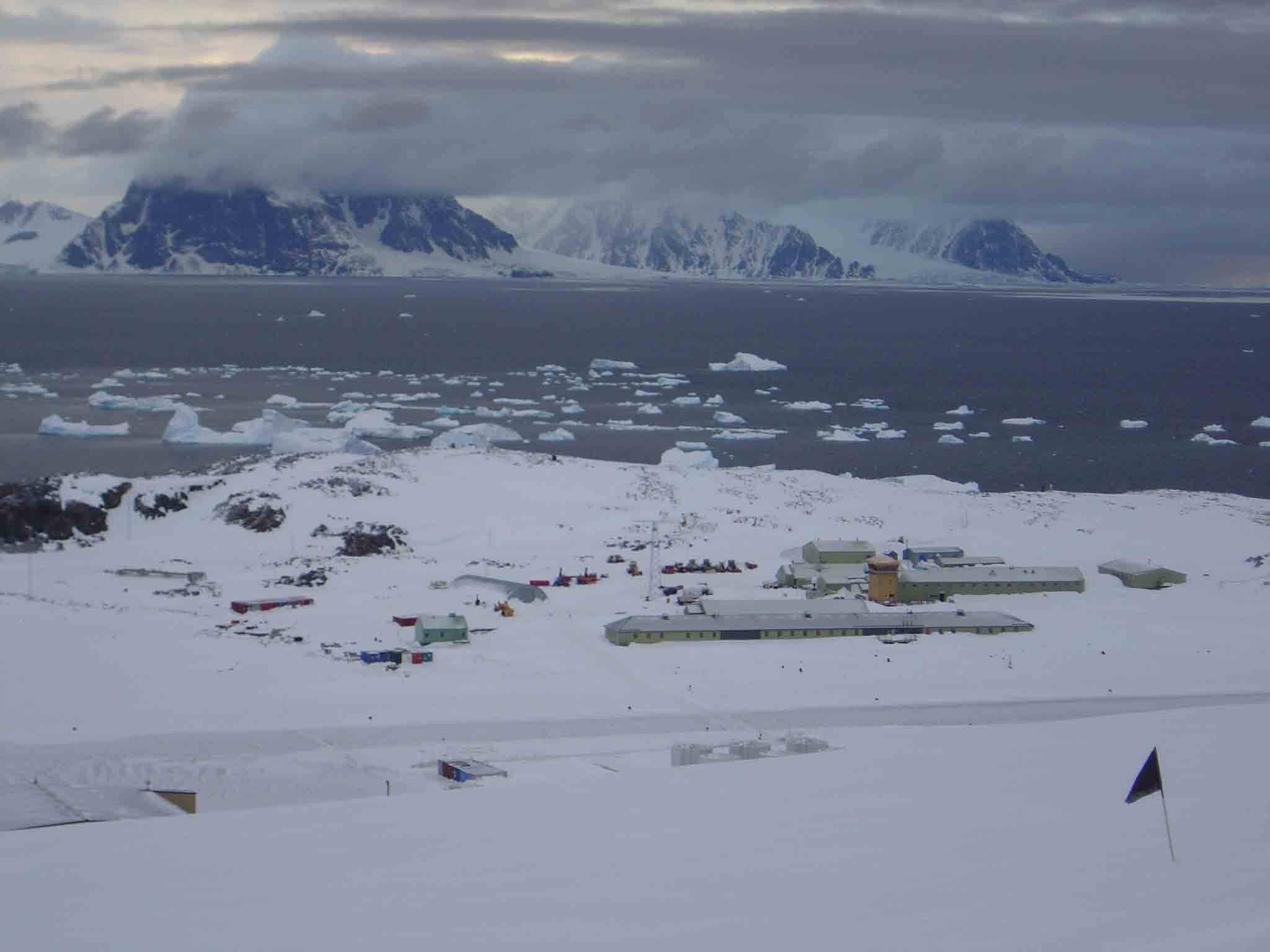
O campo branco representa a neve que cobre o território (na imagem a Estação de pesquisa Rothera, na Ilha Adelaide)
O Leão heráldico rampante representa o Reino Unido
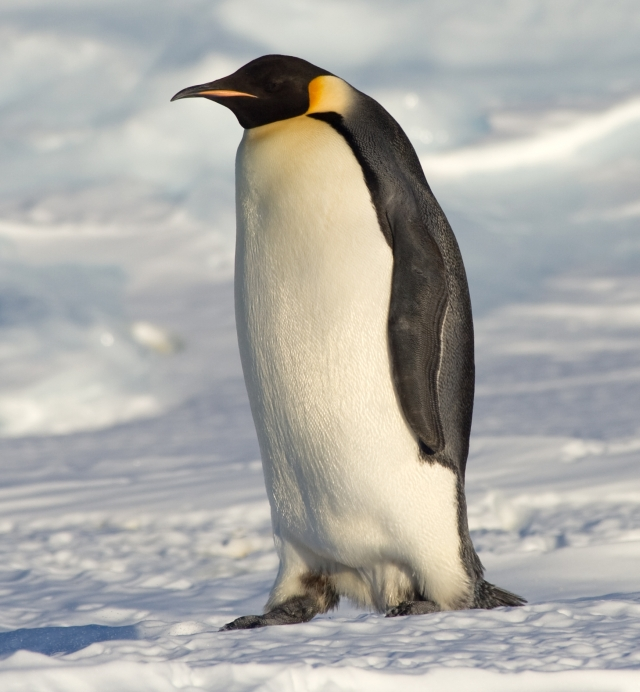
O pinguim-imperador representa a fauna local
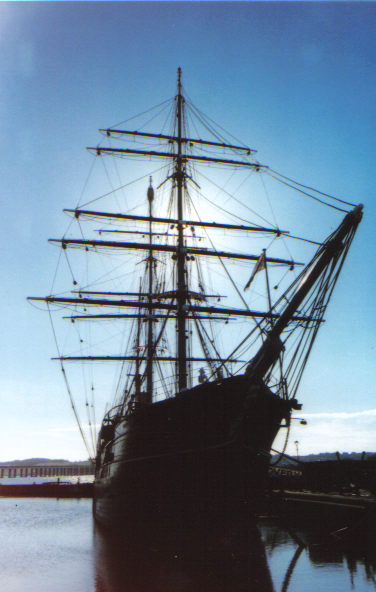
O navio RRS Discovery representa a expedição antártica britânica de 1901

## Bandeira do Comissário

Bandeira do Comissário do território

O comissário para o Território Antártico Britânico é o chefe de governo no Território Antártico do Reino Unido e possui bandeira própria. Seu desenho é uma bandeira da União com o seu brasão de armas ao centro. Esse design é semelhante às bandeiras de outros Governadores nos territórios ultramarinos britânicos. 